# Im Bistro nach Mitternacht
Im Bistro nach Mitternacht – Ein Frankrein-Lesebuch es una recopilación de artículos, cartas, relatos escritos entre el año 1925 y 1932 por el escritor austriaco Joseph Roth, publicado por vez primera póstumamente en el año 1999. Los diversos escritos tienen como tema clave Francia y confirman la importancia del autor y de la posición que ocupaba en la literatura centroeuropea.
Amante de los viajes, en el año 1918, haciendo hablar a su personaje, Heinrich P., decide «ganarse el pan de todos los días escribiendo»; empieza a viajar: están en Praga, va luego a Suiza, hasta que en el mes de mayo de 1925, junto con su mujer Friedl, recala en Francia, él, judío, decepcionado por la situación política y cultural de Alemania, que ya a principios de los años veinte lo había hecho sentir como un extranjero.
Francia complació mucho a Roth. Tanto que en una carta a un colega del Frankfurter Allgemeine Zeitung, para el cual Roth escribió hasta el año 1933 muchos artículos, decía: «Me gustaría decirle personalmente que París es la capital del mundo»; y posteriormente: «quien no ha estado en París es solo un medio hombre».

## El contenido
El libro se abre con una introducción clarificadora, titulada «En el bistró después de la media noche. Joseph Roth en Francia» de Katharina Ochse, en la cual se presenta el entrelazamiento entre la vida agitada de Roth, sus numerosos viajes, la situación política en Europa y su producción literaria, introduciendo al lector en la interpretación y en la ambientación de los diversos libros.
El libro contiene: relatos, cartas, artículos, bajo diversos títulos: «En el bistró a medianoche», «En la Francia meridional», «Las ciudades blancas» y «Clemenceau».
En España se ha traducido parte de esta obra, bajo el título Las ciudades blancas, correspondientes al fragmento «Die weissen Städte». Describe su paso por II Lyon, III Vienne, IV Tournon, V Aviñón, VI Les Baux, VII Nimes y Arlés, VIII Tarascón y Beaucaire y IX Marsella, con un primer capítulo introductorio y otro final dedicado a «La gente».